# Heiliggeistkirche (Potelytsch)

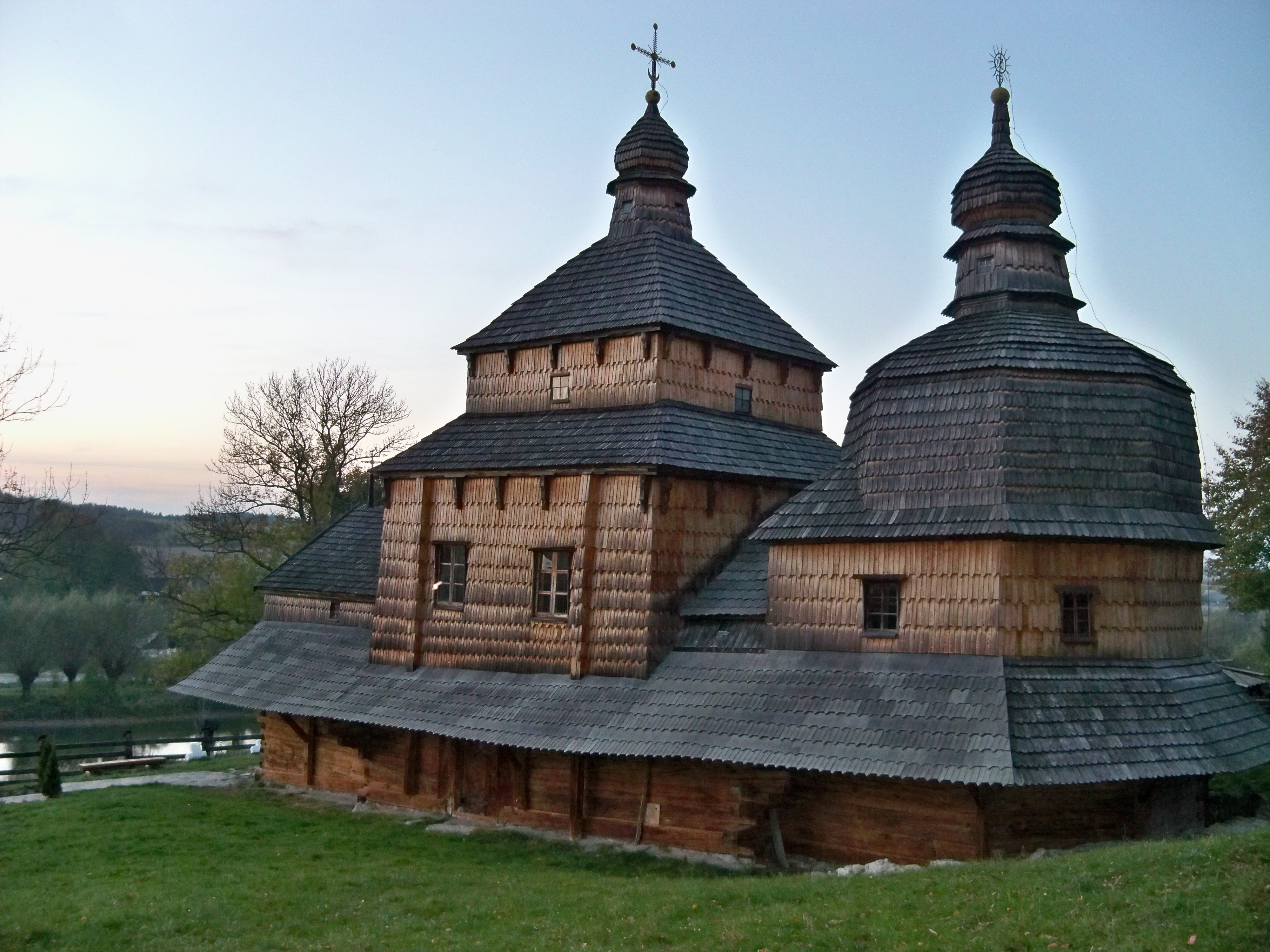
Gesamtansicht der Kirche

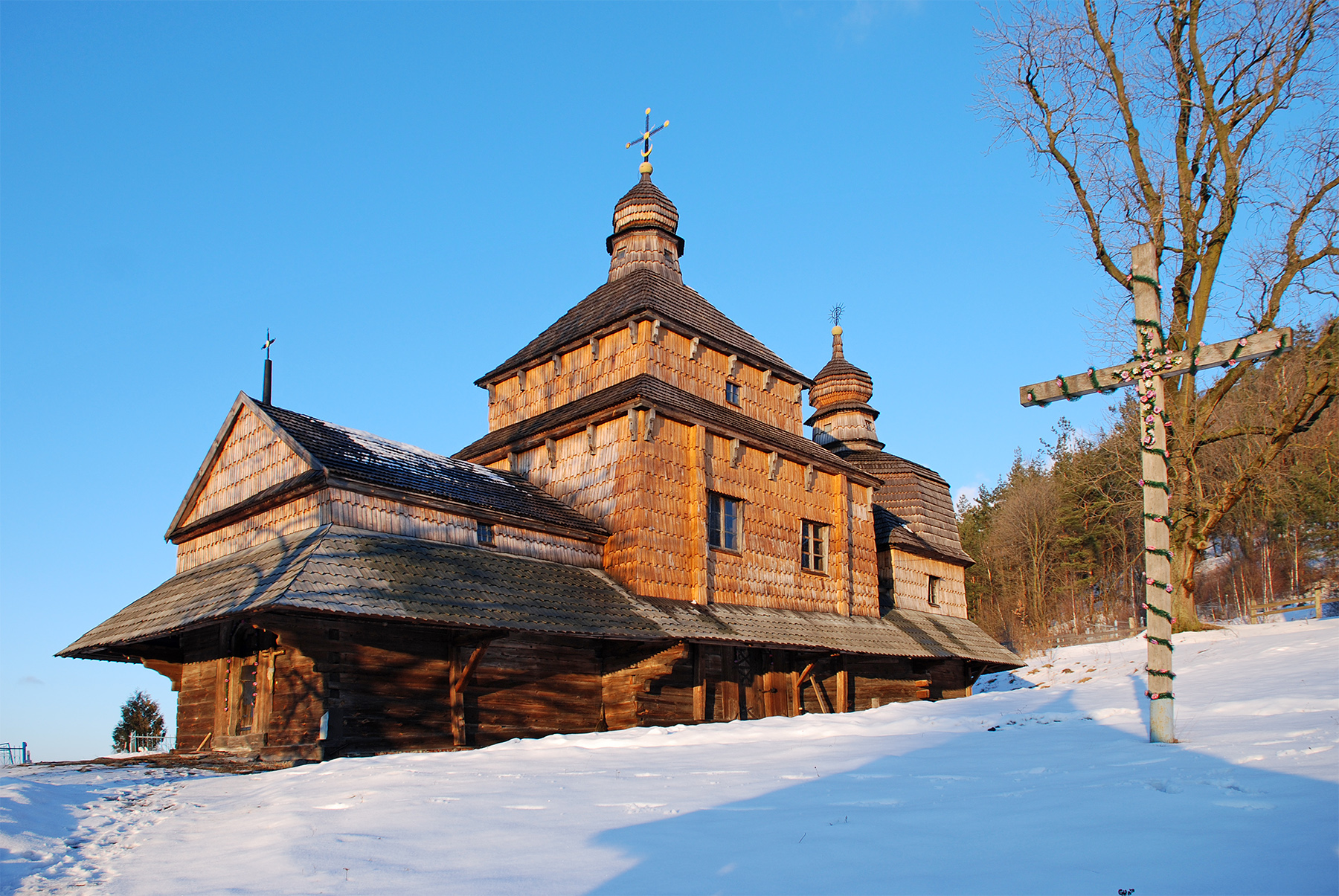
Ansicht von unten

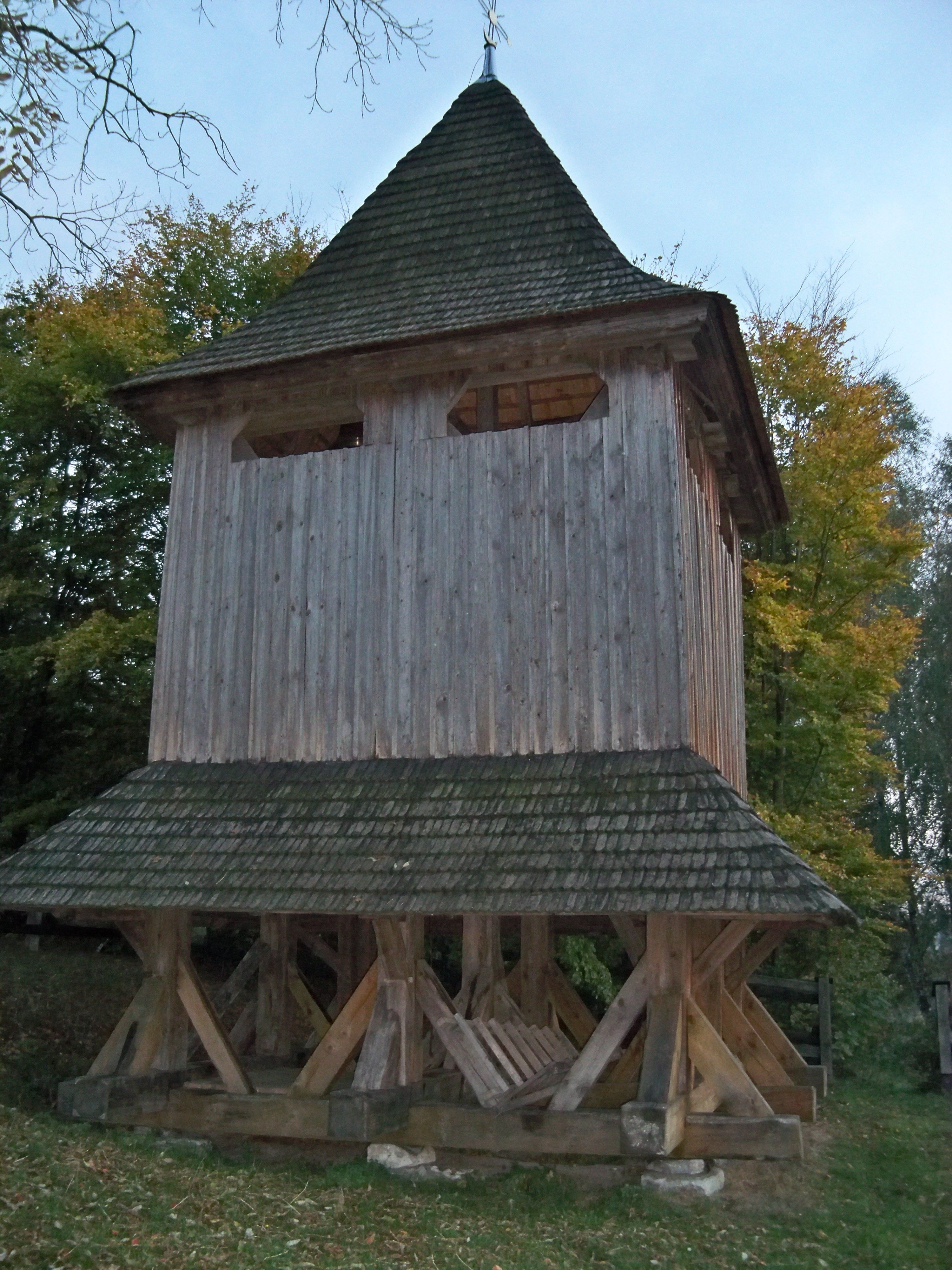
Ansicht des Glockenturms

Die Heiliggeistkirche (ukrainisch Церква св. Духа Zerkwa sw. Ducha) ist eine Holzkirche in Potelytsch (Потелич; Rajon Lwiw) in der Oblast Lwiw in der Ukraine. Die Kirche gehört zum grenzübergreifenden UNESCO-Welterbe „Holzkirchen der Karpatenregion“ und ist der Aussendung des Heiligen Geistes (Церква Зіслання Святого Духа) geweiht. Sie wird als Kirche genutzt und gehört heute zur orthodoxen Kirche der Ukraine (УПЦ), nach Zugehörigkeit zur Griechisch-katholischen Kirche (УГКЦ).

## Lage
Die Kirche und ihr freistehender Glockenturm liegen am ansteigenden Hang östlich des Dorfes Potelytsch, etwa 70 Kilometer von Lwiw entfernt.

## Geschichte
Die Kirche wurde 1502 errichtet. Das Bauwerk wurde 1736 umgebaut und 1753, 1831, 1903 und 1923 renoviert. Die Schindeldächer wurden zuletzt alle mit Blech verkleidet. In den Jahren 1970 bis 1972 wurde die Kirche vollständig restauriert, einschließlich der Schindeldächer und der Ausmalungen. Der Glockenturm stammt ebenfalls aus den Jahren 1502 und 1736. Die Kirche zählt zu den bedeutendsten Baudenkmalen des Landes und wurde 2010 mit sieben weiteren Holzkirchen in der Ukraine in die Tentativliste des Weltkulturerbes aufgenommen. Die Einschreibung erfolgte am 21. Juni 2013 gemeinsam mit acht weiteren Objekten der Ostkirchen in Polen.